# Ташки

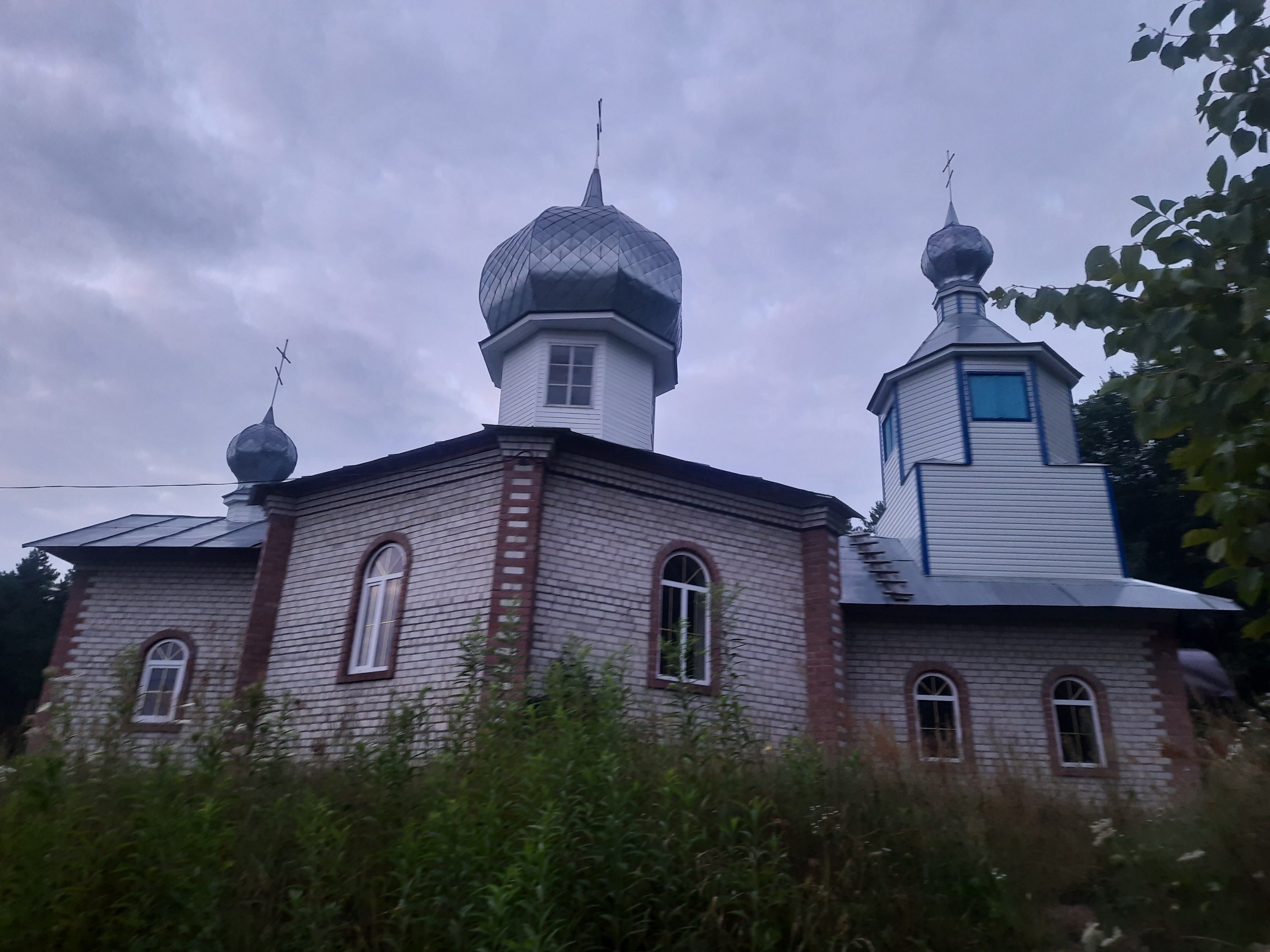
Михайлівська церква

Та́шки, Ташків — село в Україні, в Улашанівській сільській громаді Шепетівського району Хмельницької області. Населення становить 231 особу.

## Географія
Селом протікає річка Горинь, в яку впадає річка Цвітоха.

## Символіка
Затверджена в грудні 2018 р. рішенням сесії сільської ради. Автори — В. М. Напиткін, А. Б. Гречило, К. М. Богатов.

### Герб
В срібному щиті червоне вістря, обтяжене срібною підвищеною лілеєю, двома срібними сумками-ташками з червоним візерунком, покладеними в балку, і двома пониженими нитяними хвилястими балками. Вістря супроводжується справа зеленою сосновою гілкою, зліва зеленим дубовим листком. Щит вписаний в декоративний картуш і увінчаний золотою сільською короною. Унизу картуша напис «ТАШКИ».
Сумки-ташки — символ назви села (герб є промовистим). Срібна лілея — символ історичної приналежності до Цвітоської сільської ради, дві хвилясті балки означають річки Горинь і Цвітоху, червоне вістря — символ місцевої гори, що складається з червоних глиняних порід, листки — символ розташування села в лісі.

### Прапор
Квадратне біле полотнище поділене хвилясто в співвідношенні 9:1, від точок перетину з бічними краями до середини верхнього краю виходить червоний трикутник, на якому в ряд дві білих сумки-ташки з червоним візерунком, над якими біла лілея. На древковому білому полі зелена соснова гілка, на вільному білому полі зелений дубовий листок.

## Історія
Ташки належали до славутського ключа князів Санґушків.
В кінці 19 століттяв селі 63 доми і 408  жителів, а за переписом 1911 року — 433 жителів, паперова  фабрика (32000 рублів річної продукції).
У 1906 році село Славутської волості Ізяславського повіту Волинської губернії. Відстань від повітового міста 18 верст, від волості 6. Дворів 67, мешканців 414.
7 (20) листопада 1917 року, відповідно до Третього Універсалу Української Центральної Ради, увійшло до складу Української Народної Республіки.
12 червня 2020 року, відповідно до розпорядження Кабінету Міністрів України № 727-р «Про визначення адміністративних центрів та затвердження територій територіальних громад Хмельницької області», увійшло до складу Улашанівської сільської територіальної громади.
19 липня 2020 року, в результаті адміністративно-територіальної реформи та ліквідації Славутського району, село увійшло до складу новоутвореного Шепетівського району.

## Населення
Згідно з переписом УРСР 1989 року чисельність наявного населення села становила 244 особи, з яких 118 чоловіків та 126 жінок.
За переписом населення України 2001 року в селі мешкали 223 особи.

### Мова
Розподіл населення за рідною мовою за даними перепису 2001 року:
| Мова       | Відсоток |
| ---------- | -------- |
| українська | 93,51 %  |
| російська  | 6,06 %   |
| білоруська | 0,43 %   |

## Відомі люди

### Уродженці
- Марія Галушко (1937—2024) — українська майстриня художньої кераміки.